# Strumigenys precava
Strumigenys precava är en myrart som beskrevs av Brown 1954. Strumigenys precava ingår i släktet Strumigenys och familjen myror. Inga underarter finns listade i Catalogue of Life.